# Старокиївська фортеця

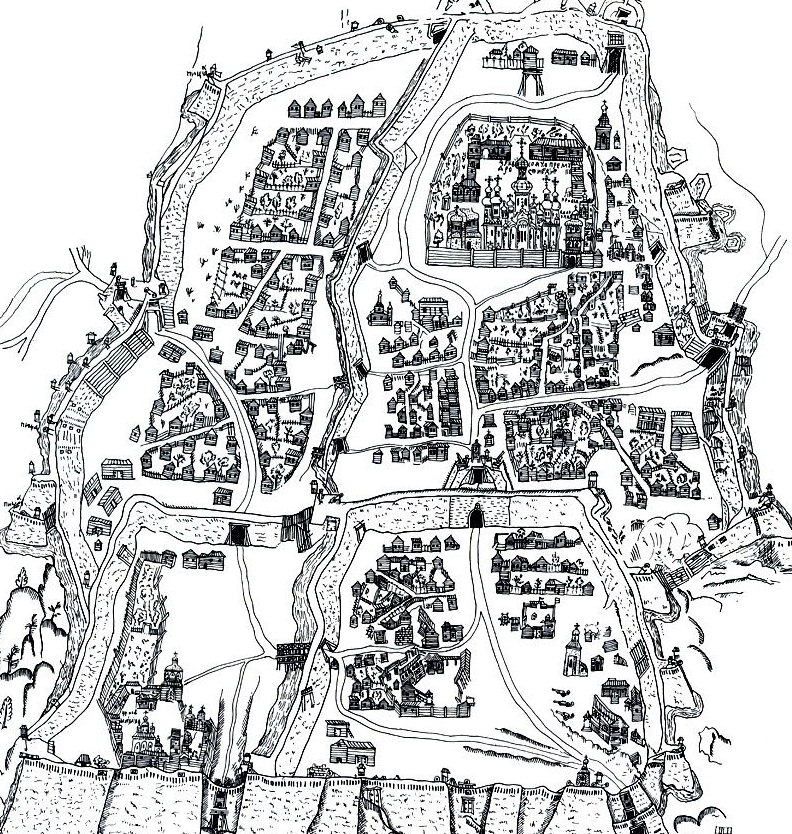
Старокиївська фортеця на плані 1695

План Старокиївської фортеці

Старокиївська фортеця (в українських джерелах «Московський город», назва «Старокиївська» стала вживатися після 1706) — комплекс укріплень навколо Верхнього міста в Києві, що існував від 1654 до кінця 18 ст.
Назва фортеця вживається достатньо умовно, фактично були відновлені старі оборонні споруди Верхнього міста та розміщено у ньому московську залогу. Спочатку московські війсковослужбовці мешкали у будинках міщан, що спричиняло постійні конфлікти між ними. Згодом на землях що належали монастирям та міщанам були збудовані Рейтарська та Стрілецька слобідки. У 1667 році налічувалося 480 будинків, що належали московським війсковослужбовцям.
Разом з тим на території фортеці, розміщувалися монастирі та проживали міщани. Відомо, що внаслідок епідемії чуми 1770–1771 років у Старокиївській фортеці померло 163 російських військових та 223 малоросів, посполитих та різночинців.

## Історія
Спорудження почалося одразу після приєднання Києва до Московської держави як міська фортеця і місце дислокації російського гарнізону (чисельність коливалася від 2,5 до 7 тис. осіб) та адміністрації на чолі з воєводами. При будівництві були використані занедбані вали давньоруського часу (див. Володимира місто, Місто Ярослава). На першому етапі існування укріплення являли собою вали з «острогом» (частоколом) на гребені та дерев'яними баштами.

## Основні параметри
Всередині фортеці містилися двір воєводи, приказна палата, поштовий двір, «полкові ізби» (казарми), колодязі, склади зі зброєю та продовольством. З 1672 за участю західноєвропейських інженерів (зокрема, П.Гордона) проводилися модернізація укріплень (збільшення товщини валів, заміна острога бруствером, а башт — «роскатами» і «виводами», спорудження «виводних городків») і будівництво нових «поперечних» (внутрішніх) валів, внаслідок чого територію фортеці було поділено на 4 відділення — Андріївське, Софійське, Печерське і Михайлівське. Після заснування 1706 Печерської фортеці (див. Київська фортеця), до якої перебралися губернська адміністрація (1711) і основні сили гарнізону, Старокиївська фортеця почала втрачати своє значення. Втім, у 1730-ті (за Б.-К.Мініха) і 1740—50-ті рр. (під керівництвом Д.Дебоскета) проводилися роботи щодо її ремонту і модернізації, зокрема було збудовано дві цегляні брами — Золоту (1753, поруч із давньоруськими Золотими воротами, які опинилися в тілі валу; знесена 1799) і Печерську (бл. 1756, знесена 1833, умовно відтворена на майдані Незалежності 2001). Між 1797 і 1799 Старокиївська фортеця була ліквідована. Її вали знесли в 1830—70-ті рр.